# شاهین مرغزار
شاهین مرغزار یا شاهین دشتی (نام علمی: Falco mexicanus) نام یک گونه از سرده شاهین است.